# Oliver Blume
Oliver Blume (né le 6 juin 1968) est un ingénieur et entrepreneur allemand. Il est président du directoire de Porsche AG depuis 2015. À partir du 1er septembre 2022, il prendra la présidence du directoire de Volkswagen AG.

## Biographie

### Jeunesse
Blume est né à Brunswick. Après avoir obtenu son baccalauréat à Brunswick, Blume a étudié l'ingénierie mécanique à l' Université technique de Brunswick En 1994, Blume est diplômé d'un programme international de formation chez Audi.

### Carrière
À 28 ans, il est planificateur pour la carrosserie et la peinture chez Audi. Trois ans plus tard, il a pris la responsabilité de la carrosserie de l'Audi A3, et deux ans plus tard, il a été nommé assistant exécutif de production chez Audi. Il a obtenu son doctorat sur la technologie des véhicules. Pendant cinq ans, Blume a travaillé à la planification de la production de SEAT, et cinq autres années à la marque Volkswagen.
En 2013, il a été nommé au directoire de Porsche, où il était responsable de la production et de la logistique.
Depuis le 1er octobre 2015, Blume occupe le poste de président du directoire de Porsche, filiale de Volkswagen ; le conseil de surveillance de l'entreprise l'a nommé à ce poste le 30 septembre 2015. Il a remplacé Matthias Müller, qui est devenu président du directoire du groupe Volkswagen.

## Autres activités
Société Fraunhofer, membre du Sénat